# HMS Ruler (D72)
Авіаносець «Рулер» (англ. HMS Ruler (D72)) — ескортний авіаносець США часів Другої світової війни типу «Боуг» (2 група, тип «Ameer»/«Ruler»), переданий ВМС Великої Британії за програмою ленд-лізу.

## Історія створення
Авіаносець «Рулер» був закладений 23 березня 1943 року на верфі «Seattle-Tacoma Shipbuilding Corporation» під назвою «USS St. Joseph (CVE-50)». Спущений на воду 21 серпня 1943 року. Переданий ВМС Великої Британії, вступив у стрій під назвою «Рулер» 22 грудня 1943 року.

## Історія служби
Після вступу у стрій «Рулер» використовувався як навчальний авіаносець.
У січні 1945 року «Рулер» вирушив до Австралії, де з березня 1945 року супроводжував з'єднання плавучого тилу британського Тихоокеанського флоту.
29 січня 1946 року авіаносець «Рулер» був повернутий США, де був виключений зі списків флоту і незабаром проданий на злам.